# Kamenné Žehrovice
Kamenné Žehrovice – miejscowość i gmina (obec) w Czechach, w kraju środkowoczeskim, w powiecie Kladno. W 2022 roku liczyła 1667 mieszkańców.